# Coppa Bernocchi 1926
La Coppa Bernocchi 1926, ottava edizione della corsa, si svolse il 20 settembre 1926 su un percorso di 180 km. Era valida come evento del circuito UCI categoria CB1.1. La vittoria fu appannaggio dell'italiano Giuseppe Pancera, precedendo i connazionali Giovanni Tizzoni e Aldo Bertolotti. L'arrivo e la partenza della gara furono a Legnano.

## Ordine d'arrivo (Top 10)
| Pos. | Corridore        | Squadra | Tempo |
| ---- | ---------------- | ------- | ----- |
| 1    | Giuseppe Pancera | Olympia | N.D.  |
| 2    | Giovanni Tizzoni | -       | N.D.  |
| 3    | Aldo Bertolotti  | -       | N.D.  |
| 4    | N.D.             | -       | N.D.  |
| 5    | N.D.             | -       | N.D.  |
| 6    | N.D.             | -       | N.D.  |
| 7    | N.D.             | -       | N.D.  |
| 8    | N.D.             | -       | N.D.  |
| 9    | N.D.             | -       | N.D.  |
| 10   | N.D.             | -       | N.D.  |